# Walter Amstalden
Walter Amstalden (* 30. August 1883 in Sarnen; † 19. Juni 1966 ebenda) war ein Schweizer Rechtsanwalt und Politiker (Konservativen Volkspartei, KVP). Er war unter anderem von 1926 bis 1943 Ständerat und im Zeitraum von 1931 bis 1943 mehrfach Landammann des Kantons Obwalden.

## Biografie
Amstalden war der Sohn von Marquard Amstalden und Karolina Amstalden, geb. Röthlin, von Kerns. Er heiratete Johanna Dillier. Nach dem Besuch der Benediktinerkollegien in Engelberg und Sarnen studierte er Rechtswissenschaften an der Universität Freiburg. 1908 eröffnete er in Sarnen eine Anwaltspraxis. Daneben war er von 1909 bis 1917 Redaktor des Obwaldner Volksfreunds. Bereits 1910 wurde er Obwaldner Staatsanwalt und blieb dies bis 1930. 

## Politisches Wirken
Amstalden begann seine erfolgreiche politische Karriere als Vertreter der Katholisch-Konservativen Partei in Sarnen: Von 1914 bis 1926 war er Bürgergemeinderat, von 1916 bis 1924 Dorfschaftsrat und von 1920 bis 1929 Präsident der Sarner Einwohnergemeinde. 1918 wurde er in den Verwaltungsrat der Obwaldner Kantonalbank gewählt, den er von 1924 bis 1954 präsidierte. 
Amstalden wurde 1919 in den Kantonsrat gewählt. Diesem gehörte er bis 1930 an und war 1927–28 dessen Präsident. Von 1926 bis 1943 vertrat er Obwalden im Ständerat, den er 1935/36 präsidierte. 1930 wurde er in den Obwaldner Regierungsrat gewählt, dem er von 1931 bis 1943 alle zwei Jahre als Landammann vorstand. Zusätzlich war er von 1930 bis 1944 Präsident des Sanitätsrats, von 1935 bis 1947 Erziehungsrat sowie Mitglied oder Präsident diverser kantonaler Kommissionen, von zahlreichen Verwaltungsräten, der Schweizerischen Unfallversicherungsanstalt (SUVA) und von wirtschaftlichen Verbänden.
Amstalden war für seine juristischen Kenntnisse, seine Beredsamkeit und Führungsbegabung bekannt. Trotz oder gerade wegen seines erfolgreichen Wirkens wurde die Obwaldner Verfassungsinitiative «Gegen Ämterkumulation und für Amtsdauerbeschränkung» («Gegen Ämtlibeigerei und Sesselkleberei») von 1942 angenommen. Der Abstimmungskampf sorgte landesweit für Aufsehen. Die Initianten hatten unter dem Motto «Uri, Schwyz und Amstalden» vor allem die Amtshäufung und Machtfülle von Amstalden kritisiert und die Katholisch Konservativen angegriffen, die quasi als Einheitspartei Obwalden regierten. Die Initiative wurde bei einer Stimmbeteiligung von 75 % mit deutlicher Mehrheit angenommen. Als Folge musste Amstalden 1943 aus dem Ständerat ausscheiden, auch mussten etwa die Hälfte aller Gemeinderäte, Kantonsräte und Richter im Kanton zurücktreten. 1944 trat Amstalden auch als Regierungsrat zurück, blieb aber weiterhin Verwaltungsratspräsident der Obwaldner Kantonalbank, Erziehungsratspräsident, Kollegiums-Verwalter (1942 bis 1954) sowie Mitglied verschiedener kantonale Kommissionen und amtierte 1947 als Präsident des Verfassungsrats.

## Auszeichnungen
1936 erhielt Amstalden die Ehrendoktorwürde der Universität Freiburg. 1950 wurde er Komtur des Ritterordens vom Heiligen Grab zu Jerusalem.

## Trivia
Der Schauspieler, Regisseur und Autor Simon Ledermann schrieb das Stück «Seiler – Wenn eine eifach nid lugg lahd», das den politischen Kampf der Widersacher Josef Seiler und Walter Amstalden thematisiert. Josef Seiler (1907–2000) war damaliger Sarner Posthalter, Sekretär der «Fortschrittlichen Partei Obwalden», Redaktor der liberalen Zeitung «Der Unterwaldner», Begründer des Kinos Seefeld (Lichtspieltheater AG Sarnen) und aktiver Redner bei den Landsgemeinden. Dieser Kampf gipfelte 1942 in der Volksinitiative «Gegen Ämtlibeigerei und Sesselkleberei», deren Hauptinitiant Josef Seiler war. Das Stück wurde 2012 unter der Regie von Simon Ledermann in Sarnen uraufgeführt.